# Михайлов, Сергей (хоккеист)
Сергей Владимирович Михайлов (13 января 1961 — 15 мая 2002, Екатеринбург) — советский хоккеист, нападающий.

## Биография
Воспитанник свердловской «Юности».
Выступал в местных командах «Автомобилист» (1978/79 — 1979/80 — высшая лига, 1981/82 — первая лига), СКА (1980/81 — 1981/82, служба в армии, первая лига), «Луч» (1982/83, вторая лига).
Бронзовый призёр юниорского чемпионата Европы 1979 года.
Из-за проблем с алкоголем завершил карьеру в 22 года.
Погиб в 2002 году. Похоронен на Нижнеисетском кладбище.